# Axel Leman
Axel Leman, född 21 december 1871 i Mosaiska församlingen i Stockholm, död 31 maj 1957 i Forsa, Hälsingland, var en svensk disponent. Han grundade 1898 Holma-Helsinglands Linspinneri som ännu finns kvar i Sörforsa i Hudiksvalls kommun. Spinneriet sysselsätter dock en bråkdel av det antal arbetare som en gång arbetade där. Leman lät bygga upp hela samhället inklusive arbetarbostäder, daghem (Sveriges första?) och även ett katolskt kapell som service till de österrikiska arbetare som anställdes. Det hålls fortfarande mässa i kapellet då och då.
Han anlitades som sakkunnig i olika kommittéer och under andra världskriget medverkade vid tillkomsten av linberedningsverk i Laholm, Växjö, Kristinehamn, Hybo och Gimo samt hampverk i Katrineholm och Visby. 